# Attraktor (fiske)
Attraktor i samband med fiske kan avse ett bete som till exempel en torrfluga. Ordet kommer från attraktion. Attraktorn fungerar inte genom att imitera något levande byte, utan genom att locka fram en nyfiken eller aggressiv reaktion hos fisken.